# I. Mihály dukljai király
I. Mihály vagy Mihailo Vojislavljević (szerbül: Михаило Војислављевић, meghalt 1081) a mai Montenegró területén fekvő középkori délszláv állam, Duklja első királya. Az 1070-es évekig a bizánci császár hűbérese volt protoszpathariosz-i rangban, de miután támogatta az 1071-72-es szláv felkelést, elvesztette konstantinápolyi támogatását. 1077-ben VII. Gergely pápa elismerte a "szlávok királyának".

## Uralomra jutása
1043-ban meghalt Stefan Vojislav, Duklja ura, akit a bizánciak "a szerbek fejedelmének" (ὁ τῶν Σέρβων ἄρχων) ismertek el; birodalmát öt fia között osztotta szét. Az északi Travuniát Gojislav kapta, de őt hamarosan megölték a helybeliek és maguk közül egy Domanek nevű nemest választottak uruknak. Mihály elűzte őt és fivérének, Saganeknek adta a birtokot, őt azonban a visszatérő Domanek elkergette. Mihály ezután másik öccsének, Radoslavnak ajánlotta fel Travuniát, ő azonban ragaszkodott saját, Zéta-beli földjéhez. 
A Bizánci Birodalom felfigyelt a belső bajokkal küszködő szláv államra. A fenyegető külső veszély miatt a négy fivér összefogott és megkötötték a szerb történelem első ismert szerződését. Miután már nem kellett tartania fivéreitől, Radoslav megtámadta és megölte Domaneket, visszahódítva Travuniát. Mihályt a többiek 1046-ban elfogadták Duklja "kenézének", fejedelmének. Az államot a kortárs Kedrénosz Triballorum ac Serborum principatum-nak, triballik és szerbek fejedelemségének nevezte. 
Mihály el akarta hárítani nagy déli szomszédjától fenyegető veszélyt és 1050-ben kiegyezett a bizánci császárral. IX. Kónsztantinosz Monomakhosz protoszpatharioszi rangot adományozott neki és feleségül adta hozzá egyik unokahúgát, cserébe Mihály névlegesen elfogadta a császárt urának. Döntése húszévnyi békét és fejlődést biztosított országának. 

## A bolgár felkelés
1071-ben a manzikerti csata katasztrófája és Dél-Itália normann meghódítása után Bizánc helyzete megrendült. 1072-ben Szkopje bolgár kormányzója, Georgi Vojteh fellázadt Konstantinápoly ellen. A felkelők Mihály segítségét kérték, cserébe egyik fia számára felajánlották a bolgár trónt. 1072 őszén Mihály fia, Konstantin Bodin, 300 katona kíséretében Prizrenben találkozott Vojtehhel és a felkelés vezéreivel, majd III. Péter néven Bulgária cárjává koronázták. Kezdeti hadi sikerek után azonban a bizánciak elfogták Bodint. Mihály egy elfogott bizánci főtisztet - akihez egyik lányát is hozzáadta -, Langobardopuloszt küldte fia kiszabadítására, ő azonban átállt a császár oldalára. 
A felkelés segítése miatt Mihály elvesztette a császár bizalmát, aki 1078-ig fogságban tartotta a fiát. 

## Pápai támogatás
A bolgár felkelés leverése után Mihály nyugaton keresett szövetségest. Az 1054-es egyházszakadás után a pápa szívesen vette a volt bizánci szövetséges pálfordulását és hajlandó volt önálló királyként elismerni. 1077-ben koronát küldött neki és "a szlávok királyának" (Sclavorum regi) nevezte. Ennek révén Duklja is királysággá vált, egészen következő századbeli bukásáig. 
Miután örököse kiszabadult a bizánci rabságból, Mihály szövetséget kötött a dél-itáliai normanokkal és Jakvinta bari hercegnővel házasította össze fiát. 1081-ben halt meg, több mint 30 éves uralkodás után. Testét a Raguzától északra fekvő Ston templomában helyezték örök nyugalomra. A templomban látható az őt ábrázoló freskó is, az egyik legkorábbi délszláv uralkodói képmás. 

## Családja
Mihály Kónsztantinosz Monomakhosz császár unokahúgát vette feleségül, akitől hét fia született, közülük négy neve ismert: 

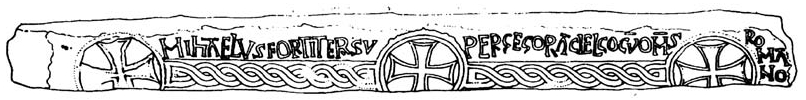
Mihály neve egy feliraton a stoni Szt. Mihály-templomban

- Vladimir
- Konstantin Bodin, Dukjla királya
- Dobroslav, Duklja királya
- Petrislav, Raska fejedelme

## Fordítás
- Ez a szócikk részben vagy egészben  a   Mihailo I of Duklja című angol Wikipédia-szócikk ezen változatának fordításán alapul.  Az eredeti cikk szerkesztőit annak laptörténete sorolja fel. Ez a jelzés csupán a megfogalmazás eredetét és a szerzői jogokat jelzi, nem szolgál a cikkben szereplő információk forrásmegjelöléseként.